# Challenge Cup 2013
Der Challenge Cup 2013 (aus Sponsoringgründen auch als Tetley’s Challenge Cup 2013 bezeichnet) war die 112. Ausgabe des jährlichen Rugby-League-Turniers Challenge Cup. Im Finale gewannen die Wigan Warriors 16:0 gegen den Hull FC und gewannen damit das Turnier zum 19. mal.

## Erste Qualifikationsrunde
Die Auslosung der ersten und zweiten Qualifikationsrunde fand am 10. Oktober 2012 im Carrwood Park in Leeds durch Damian Clayton und Martin Coyd statt. Die Spiele fanden zwischen dem 27. Oktober und dem 13. November statt.
| 27. Oktober 14:00 | Featherstone Lions | 28 : 14 | Stanley Rangers | Millpond Stadium Schiedsrichter: Paul Ward |
| 27. Oktober 14:00 |                    |         |                 | Millpond Stadium Schiedsrichter: Paul Ward |

| 27. Oktober 14:00 | Eastmoor Dragons | 32 : 22 | Loughborough University | Eastmoor Sports and Social Club Schiedsrichter: Brandon Robinson |
| 27. Oktober 14:00 |                  |         |                         | Eastmoor Sports and Social Club Schiedsrichter: Brandon Robinson |

| 27. Oktober | Huddersfield Underbank Rangers | 32 : 6 | Heworth | The Cross Grounds Schiedsrichter: Jason Woodman |
| 27. Oktober |                                |        |         | The Cross Grounds Schiedsrichter: Jason Woodman |

| 27. Oktober 14:00 | Dewsbury Celtic | 16 : 19 | Ovenden | Dewsbury INLC |
| 27. Oktober 14:00 |                 |         |         | Dewsbury INLC |

| 27. Oktober 14:00 | East Leeds | 18 : 16 | Drighlington | East End Park, Leeds Schiedsrichter: Jonathan Roberts |
| 27. Oktober 14:00 |            |         |              | East End Park, Leeds Schiedsrichter: Jonathan Roberts |

| 27. Oktober 14:00 | Bank Quay Bulls | 52 : 12 | Castleford Panthers | Dallam Playing Fields Schiedsrichter: Mark Craven |
| 27. Oktober 14:00 |                 |         |                     | Dallam Playing Fields Schiedsrichter: Mark Craven |

| 27. Oktober 14:00 | Askam | 14 : 28 | Millom | Fallowfield Park Schiedsrichter: Scott Mikalauskas |
| 27. Oktober 14:00 |       |         |        | Fallowfield Park Schiedsrichter: Scott Mikalauskas |

| 27. Oktober 14:00 | Blackbrook Royals | 22 : 6 | Castleford Lock Lane | Blackbrook Sports & Recreation Club Schiedsrichter: Paul Marklove |
| 27. Oktober 14:00 |                   |        |                      | Blackbrook Sports & Recreation Club Schiedsrichter: Paul Marklove |

| 27. Oktober 14:00 | Stanningley | 4 : 40 | Widnes West Bank | Arthur Miller Stadium Schiedsrichter: Gareth Evans |
| 27. Oktober 14:00 |             |        |                  | Arthur Miller Stadium Schiedsrichter: Gareth Evans |

| 27. November 14:00 | Bristol Sonics | 24 : 36 | Eccles & Salford Juniors | Aretians RFC Schiedsrichter: Darren Haynes |
| 27. November 14:00 |                |         |                          | Aretians RFC Schiedsrichter: Darren Haynes |

| 27. Oktober 14:00 | Rochdale Mayfield | 24 : 0 | University of Hull | Mayfield Sports Arena Schiedsrichter: Jamie Callaghan |
| 27. Oktober 14:00 |                   |        |                    | Mayfield Sports Arena Schiedsrichter: Jamie Callaghan |

| 27. Oktober 14:00 | Leeds Metropolitan University | 34 : 10 | Elland | Millford Sports Club Schiedsrichter: Joachim Abimelech |
| 27. Oktober 14:00 |                               |         |        | Millford Sports Club Schiedsrichter: Joachim Abimelech |

| 27. Oktober 14:00 | Hunslet Warriors | 26 : 22 | Wigan St Judes | The Oval, London Schiedsrichter: Michael Mannifield |
| 27. Oktober 14:00 |                  |         |                | The Oval, London Schiedsrichter: Michael Mannifield |

| 27. Oktober 14:00 | Bradford Dudley Hill | 24 : 0 | Bonymaen Broncos | Neil Hunt Memorial Ground Schiedsrichter: John McMullen |
| 27. Oktober 14:00 |                      |        |                  | Neil Hunt Memorial Ground Schiedsrichter: John McMullen |

| 27. Oktober 14:00 | Shaw Cross Sharks | 10 : 38 | Pilkington Recs | Paul Hinchcliffe Memorial Ground Schiedsrichter: Adam Gill |
| 27. Oktober 14:00 |                   |         |                 | Paul Hinchcliffe Memorial Ground Schiedsrichter: Adam Gill |

| 28. Oktober 14:00 | Warrington Wizards | 4 : 18 | British Police | Wilderspool Stadium Schiedsrichter: Craig Kay |
| 28. Oktober 14:00 |                    |        |                | Wilderspool Stadium Schiedsrichter: Craig Kay |

| 3. November 13:30 | Normanton Knights | 48 : 16 | York Acorn | Queen Elizabeth Drive Schiedsrichter: Brandon Robinson |
| 3. November 13:30 |                   |         |            | Queen Elizabeth Drive Schiedsrichter: Brandon Robinson |

| 3. November 14:00 | Northumbria University | 16 : 20 | Milford Marlins | Cochrane Park Schiedsrichter: Mark Laing |
| 3. November 14:00 |                        |         |                 | Cochrane Park Schiedsrichter: Mark Laing |

| 3. November 14:00 | Hunslet Old Boys | 18 : 0 | St Marys University | Hillidge Road Schiedsrichter: Andy Sweet |
| 3. November 14:00 |                  |        |                     | Hillidge Road Schiedsrichter: Andy Sweet |

| 13. November 19:30 | Kells | 8 : 12 | Egremont Rangers | Recreation Ground Schiedsrichter: Chris Kendall |
| 13. November 19:30 |       |        |                  | Recreation Ground Schiedsrichter: Chris Kendall |

## Zweite Qualifikationsrunde
Die Zweite Qualifikationsrunde fand zwischen dem 3. und 17. November statt.
| 3. November 14:00 | Bradford Dudley Hill | 68 : 12 | Eastmoor Dragons | Neil Hunt Memorial Ground Schiedsrichter: Jamie Callaghan |
| 3. November 14:00 |                      |         |                  | Neil Hunt Memorial Ground Schiedsrichter: Jamie Callaghan |

| 3. November 14:00 | Pilkington Recs | 32 : 12 | Featherstone Lions | Ruskin Drive Schiedsrichter: Mike Woodhead |
| 3. November 14:00 |                 |         |                    | Ruskin Drive Schiedsrichter: Mike Woodhead |

| 3. November 14:00 | East Leeds | 26 : 18 | Hunslet Warriors | East End Park Schiedsrichter: Chris Campbell |
| 3. November 14:00 |            |         |                  | East End Park Schiedsrichter: Chris Campbell |

| 4. November 14:00 | British Police | 10 : 36 | Blackbrook Royals | Siddal ARLFC Schiedsrichter: Craig Kay |
| 4. November 14:00 |                |         |                   | Siddal ARLFC Schiedsrichter: Craig Kay |

| 4. November 14:00 | Huddersfield Underbank Rangers | 6 : 22 | Leeds Metropolitan University | The Cross Grounds Schiedsrichter: Rob Webb |
| 4. November 14:00 |                                |        |                               | The Cross Grounds Schiedsrichter: Rob Webb |

| 10. November 13:30 | Normanton Knights | 18 : 23 | Hunslet Old Boys | Queen Elizabeth Drive Schiedsrichter: Jamie Bloem |
| 10. November 13:30 |                   |         |                  | Queen Elizabeth Drive Schiedsrichter: Jamie Bloem |

| 10. November 14:00 | Rochdale Mayfield | 22 : 43 | Bank Quay Bulls | Mayfield Sports Arena Schiedsrichter: Andy Bentham |
| 10. November 14:00 |                   |         |                 | Mayfield Sports Arena Schiedsrichter: Andy Bentham |

| 10. November 14:00 | Millom | 40 : 12 | Eccles & Salford Juniors | Coronation Field Schiedsrichter: Craig Kay |
| 10. November 14:00 |        |         |                          | Coronation Field Schiedsrichter: Craig Kay |

| 17. November 13:30 | Milford Marlins | 34 : 4 | Ovenden | Milford Sports Club Schiedsrichter: Chris Campbell |
| 17. November 13:30 |                 |        |         | Milford Sports Club Schiedsrichter: Chris Campbell |

| 17. November 14:00 | Widnes West Bank | 18 : 6 | Egremont Rangers | Arthur Miller Stadium |
| 17. November 14:00 |                  |        |                  | Arthur Miller Stadium |

## Erste Runde
Die Auslosung der ersten Runde fand am 29. Oktober im Sitz der RFL in Leeds statt. Die Heimmannschaften wurden dabei von Paul Kilbride ausgelöst, einem ehemaligen Spieler und die Auswärtsmannschaften von Chris Rostron, dem General Manager der Organisation Rugby League Cares.
Die Spiele fanden zwischen dem 1. und 10. Dezember statt. Da das Spiel zwischen Millom und Blackbrook insgesamt viermal verschoben worden war, wurde das Spiel abgesagt und Blackbrook erhielt als Auswärtsmannschaft ein Freilos für die zweite Runde.
| 1. Dezember 13:30 | Bank Quay Bulls | 17 : 38 | East Leeds | Dallam Playing Fields Schiedsrichter: Dave Sharpe |
| 1. Dezember 13:30 |                 |         |            | Dallam Playing Fields Schiedsrichter: Dave Sharpe |

| 1. Dezember 13:30 | Hunslet Old Boys | 17 : 16 n. V. | Widnes West Bank | Hillidge Road Schiedsrichter: Michael Mannifield |
| 1. Dezember 13:30 |                  |               |                  | Hillidge Road Schiedsrichter: Michael Mannifield |

| 1. Dezember 14:00 | Pilkington Recs | 18 : 19 | Milford Marlins | Ruskin Drive Schiedsrichter: Jamie Bloem |
| 1. Dezember 14:00 |                 |         |                 | Ruskin Drive Schiedsrichter: Jamie Bloem |

| w.o. | Millom | v | Blackbrook Royals | Fallowfield Park Schiedsrichter: Curtis Braithwaite |
| w.o. |        |   |                   | Fallowfield Park Schiedsrichter: Curtis Braithwaite |

| 10. November 14:00 | Bradford Dudley Hill | 24 : 28 | Leeds Metropolitan University | Neil Hunt Memorial Ground Schiedsrichter: Chris Campbell |
| 10. November 14:00 |                      |         |                               | Neil Hunt Memorial Ground Schiedsrichter: Chris Campbell |

## Zweite Runde
Die Auslosung der zweiten Runde fand am 18. Januar 2013 im Millom Rugby League Club statt. Sie fand durch Gary Kelly, ein Mitglied des Clubs, und Peter Lupton, einen ehemaligen Spieler, statt.
Die Spiele fanden alle am 9. März statt.
| 9. März 13:30 | Myton Warriors | 6 : 4 | Leeds Metropolitan University | Marist Sporting Club Schiedsrichter: Michael Mannifield |
| 9. März 13:30 |                |       |                               | Marist Sporting Club Schiedsrichter: Michael Mannifield |

| 9. März 14:00 | West Hull | 22 : 12 | Hull Dockers | Walter Simpson Park |
| 9. März 14:00 |           |         |              | Walter Simpson Park |

| 9. März 14:00 | Hunslet Old Boys | 24 : 0 | Saddleworth Rangers | Hillidge Road Schiedsrichter: Mark Craven |
| 9. März 14:00 |                  |        |                     | Hillidge Road Schiedsrichter: Mark Craven |

| 9. März 14:00 | East Hull | 20 : 28 | Siddal | Rosemead Sports Centre Schiedsrichter: Chris Hancock |
| 9. März 14:00 |           |         |        | Rosemead Sports Centre Schiedsrichter: Chris Hancock |

| 9. März 14:00 | Royal Air Force | 0 : 20 | East Leeds | RAF Cranwell Schiedsrichter: Tom Grant |
| 9. März 14:00 |                 |        |            | RAF Cranwell Schiedsrichter: Tom Grant |

| 9. März 14:00 | Blackbrook Royals | 20 : 16 n. V. | Oulton Raiders | Blackbrook Sports & Recreation Club Schiedsrichter: Phil Graham |
| 9. März 14:00 |                   |               |                | Blackbrook Sports & Recreation Club Schiedsrichter: Phil Graham |

| 9. März 14:00 | Leigh East | 28 : 24 | British Army | Leigh Sports Village Schiedsrichter: Mike Woodhead |
| 9. März 14:00 |            |         |              | Leigh Sports Village Schiedsrichter: Mike Woodhead |

| 9. März 14:00 | Royal Navy | 4 : 36 | Skirlaugh | United Services Sports Ground Schiedsrichter: John Ashton |
| 9. März 14:00 |            |        |           | United Services Sports Ground Schiedsrichter: John Ashton |

| 9. März 14:00 | Ince Rose Bridge | 20 : 10 | Wath Brow Hornets | Pinfold Street Schiedsrichter: Andy Bentham |
| 9. März 14:00 |                  |         |                   | Pinfold Street Schiedsrichter: Andy Bentham |

| 9. März 14:30 | Leigh Miners Rangers | 16 : 6 | Milford Marlins | Twist Lane Schiedsrichter: Neil Aspey |
| 9. März 14:30 |                      |        |                 | Twist Lane Schiedsrichter: Neil Aspey |

| 9. März 14:30 | Wigan St Patricks | 22 : 24 | Thatto Heath Crusaders | Clarington Park Schiedsrichter: Paul Marklove |
| 9. März 14:30 |                   |         |                        | Clarington Park Schiedsrichter: Paul Marklove |

## Dritte Runde
Die Auslosung fand am 13. März im Pavillon des Iffley Road Sports Ground in Oxford statt. Sie fand durch den Schauspieler Kevin Whately und Bruce Ray, den Communications Director von Carlsberg UK, statt (Tetley’s ist Teil der Carlsberg Group).
Die dritte Runde war die erste, an der Zweit- und Drittligisten teilnahmen. Die Spiele fanden am 6. und 7. April statt.
| 6. April 14:30 | North Wales Crusaders | 82 : 6 | West Hull | Wilderspool Stadium, Warrington Zuschauer: 451 Schiedsrichter: Dave Merrick |
| 6. April 14:30 | (44:6) Bericht        |        |           | Wilderspool Stadium, Warrington Zuschauer: 451 Schiedsrichter: Dave Merrick |

| 6. April 15:00 | Toulouse Olympique | 56 : 18 | Swinton Lions | Leigh Sports Village, Leigh Zuschauer: 728 Schiedsrichter: George Stokes |
| 6. April 15:00 | (32:6) Bericht     |         |               | Leigh Sports Village, Leigh Zuschauer: 728 Schiedsrichter: George Stokes |

| 6. April 17:30 | Leigh Centurions | 50 : 4 | East Leeds | Leigh Sports Village, Leigh Zuschauer: 728 Schiedsrichter: Chris Campbell |
| 6. April 17:30 | (22:0) Bericht   |        |            | Leigh Sports Village, Leigh Zuschauer: 728 Schiedsrichter: Chris Campbell |

| 6. April 17:30 | South Wales Scorpions | 22 : 52 | Doncaster | The Gnoll, Neath Zuschauer: 456 Schiedsrichter: Joe Cobb |
| 6. April 17:30 | (6:30) Bericht        |         |           | The Gnoll, Neath Zuschauer: 456 Schiedsrichter: Joe Cobb |

| 7. April 14:00 | Batley Bulldogs | 72 : 0 | Gateshead Thunder | Mount Pleasant, Batley Zuschauer: 484 Schiedsrichter: Ronnie Laughton |
| 7. April 14:00 | (30:0) Bericht  |        |                   | Mount Pleasant, Batley Zuschauer: 484 Schiedsrichter: Ronnie Laughton |

| 7. April 14:00 | Whitehaven      | 38 : 32 | London Skolars | Recreation Ground, Whitehaven Zuschauer: 440 Schiedsrichter: Chris Leatherbarrow |
| 7. April 14:00 | (26:14) Bericht |         |                | Recreation Ground, Whitehaven Zuschauer: 440 Schiedsrichter: Chris Leatherbarrow |

| 7. April 14:30 | Ince Rose Bridge | 18 : 50 | Hemel Stags | Douglas Valley Zuschauer: 250 Schiedsrichter: Warren Turley |
| 7. April 14:30 | (4:30) Bericht   |         |             | Douglas Valley Zuschauer: 250 Schiedsrichter: Warren Turley |

| 7. April 15:00 | Barrow Raiders | 28 : 12 | Leigh Miners Rangers | Craven Park, Barrow Zuschauer: 826 Schiedsrichter: Chris Kendall |
| 7. April 15:00 | (6:12) Bericht |         |                      | Craven Park, Barrow Zuschauer: 826 Schiedsrichter: Chris Kendall |

| 7. April 15:00 | Blackbrook Royals | 24 : 26 | York City Knights | Langtree Park, St Helens Zuschauer: 400 Schiedsrichter: Peter Brooke |
| 7. April 15:00 | (6:6) Bericht     |         |                   | Langtree Park, St Helens Zuschauer: 400 Schiedsrichter: Peter Brooke |

| 7. April 15:00 | Dewsbury Rams  | 56 : 6 | Myton Warriors | Crown Flatt, Dewsbury Zuschauer: 404 Schiedsrichter: Greg Dolan |
| 7. April 15:00 | (24:0) Bericht |        |                | Crown Flatt, Dewsbury Zuschauer: 404 Schiedsrichter: Greg Dolan |

| 7. April 15:00 | Featherstone Rovers | 76 : 6 | Thatto Heath Crusaders | Post Office Road, Featherstone Zuschauer: 735 Schiedsrichter: Adam Gill |
| 7. April 15:00 | (42:6) Bericht      |        |                        | Post Office Road, Featherstone Zuschauer: 735 Schiedsrichter: Adam Gill |

| 7. April 15:00 | Halifax        | 54 : 12 | Oxford | The Shay, Halifax Zuschauer: 914 Schiedsrichter: Gareth Hewer |
| 7. April 15:00 | (32:0) Bericht |         |        | The Shay, Halifax Zuschauer: 914 Schiedsrichter: Gareth Hewer |

| 7. April 15:00 | Hunslet Hawks  | 36 : 10 | Oldham Roughyeds | John Charles Centre for Sport, Leeds Zuschauer: 326 Schiedsrichter: Matt Thomason |
| 7. April 15:00 | (22:6) Bericht |         |                  | John Charles Centre for Sport, Leeds Zuschauer: 326 Schiedsrichter: Matt Thomason |

| 7. April 15:00 | Rochdale Hornets | 40 : 4 | Hunslet Old Boys | Spotland Stadium, Rochdale Zuschauer: 414 Schiedsrichter: Dave Sharpe |
| 7. April 15:00 | (16:0) Bericht   |        |                  | Spotland Stadium, Rochdale Zuschauer: 414 Schiedsrichter: Dave Sharpe |

| 7. April 15:00 | Sheffield Eagles | 112 : 6 | Leigh East | Don Valley Stadium, Sheffield Zuschauer: 333 Schiedsrichter: Scott Mikalauskas |
| 7. April 15:00 | (64:6) Bericht   |         |            | Don Valley Stadium, Sheffield Zuschauer: 333 Schiedsrichter: Scott Mikalauskas |

| 7. April 15:00 | Skirlaugh       | 16 : 26 | Gloucestershire All Golds | Hull YPI, Hull Zuschauer: 250 Schiedsrichter: Tom Crashley |
| 7. April 15:00 | (16:10) Bericht |         |                           | Hull YPI, Hull Zuschauer: 250 Schiedsrichter: Tom Crashley |

| 7. April 15:00 | Workington Town | 24 : 16 | AS Carcassonne | Derwent Park, Workington Zuschauer: 598 Schiedsrichter: Jamie Leahy |
| 7. April 15:00 | (18:4) Bericht  |         |                | Derwent Park, Workington Zuschauer: 598 Schiedsrichter: Jamie Leahy |

| 7. April 15:30 | Siddal         | 14 : 30 | Keighley Cougars | Laund Hill, Huddersfield Zuschauer: 560 Schiedsrichter: Jamie Bloem |
| 7. April 15:30 | (8:12) Bericht |         |                  | Laund Hill, Huddersfield Zuschauer: 560 Schiedsrichter: Jamie Bloem |

## Vierte Runde
Die Auslosung der vierten Runde fand am 8. April um 15:30 Uhr im Halliwell Jones Stadium in Warrington statt. Sie fand erneut mit Bruce Ray, dem Communications Director von Carlsberg UK statt, diesmal mit Alex Murphy, einem ehemaligen Spieler und Mitglied in der Rugby League Hall of Fame, als Partner. Sie wurde auf BBC Radio 5 Live übertragen.
Die vierte Runde war die erste, an der die Super-League-Mannschaften teilnahmen. Das Spiel zwischen den Hull Kingston Rovers und St Helens wurde auf BBC One übertragen.
| 19. April 20:00 | Leeds Rhinos  | 28 : 12 | Castleford Tigers | Headingley Carnegie Stadium, Leeds Zuschauer: 8.130 Schiedsrichter: Phil Bentham |
| 19. April 20:00 | (4:6) Bericht |         |                   | Headingley Carnegie Stadium, Leeds Zuschauer: 8.130 Schiedsrichter: Phil Bentham |

| 19. April 20:00 | Widnes Vikings  | 42 : 28 | Doncaster | Stobart Stadium, Widnes Zuschauer: 1.965 Schiedsrichter: Tim Roby |
| 19. April 20:00 | (18:12) Bericht |         |           | Stobart Stadium, Widnes Zuschauer: 1.965 Schiedsrichter: Tim Roby |

| 19. April 20:00 | Wigan Warriors | 60 : 10 | Leigh Centurions | DW Stadium, Wigan Zuschauer: 6.889 Schiedsrichter: Matt Thomason |
| 19. April 20:00 | (32:6) Bericht |         |                  | DW Stadium, Wigan Zuschauer: 6.889 Schiedsrichter: Matt Thomason |

| 20. April 14:30 | Hull Kingston Rovers | 26 : 18 | St Helens | Craven Park, Hull Zuschauer: 4.454 Schiedsrichter: Richard Silverwood |
| 20. April 14:30 | (16:6) Bericht       |         |           | Craven Park, Hull Zuschauer: 4.454 Schiedsrichter: Richard Silverwood |

| 20. April 15:00 | London Broncos | 24 : 12 | Featherstone Rovers | Twickenham Stoop, London Zuschauer: 1.217 Schiedsrichter: Thierry Alibert |
| 20. April 15:00 | (0:4) Bericht  |         |                     | Twickenham Stoop, London Zuschauer: 1.217 Schiedsrichter: Thierry Alibert |

| 20. April 15:00 | Sheffield Eagles | 30 : 16 | Dewsbury Rams | Don Valley Stadium, Sheffield Zuschauer: 467 Schiedsrichter: Gareth Hewer |
| 20. April 15:00 | (0:16) Bericht   |         |               | Don Valley Stadium, Sheffield Zuschauer: 467 Schiedsrichter: Gareth Hewer |

| 20. April 18:00 | Wakefield Trinity Wildcats | 66 : 6 | Hemel Stags | Rapid Solicitors Stadium, Wakefield Zuschauer: 2.456 Schiedsrichter: Peter Brooke |
| 20. April 18:00 | (24:6) Bericht             |        |             | Rapid Solicitors Stadium, Wakefield Zuschauer: 2.456 Schiedsrichter: Peter Brooke |

| 21. April 13:00 | Hull FC        | 62 : 6 | North Wales Crusaders | KC Stadium, Hull Zuschauer: 3.879 Schiedsrichter: Chris Leatherbarrow |
| 21. April 13:00 | (26:6) Bericht |        |                       | KC Stadium, Hull Zuschauer: 3.879 Schiedsrichter: Chris Leatherbarrow |

| 21. April 13:00 | Hunslet Hawks  | 12 : 50 | Dragons Catalans | John Charles Centre for Sport, Leeds Zuschauer: 600 Schiedsrichter: George Stokes |
| 21. April 13:00 | (0:26) Bericht |         |                  | John Charles Centre for Sport, Leeds Zuschauer: 600 Schiedsrichter: George Stokes |

| 21. April 14:00 | Batley Bulldogs | 4 : 13 | Huddersfield Giants | Mount Pleasant, Batley Zuschauer: 2.067 Schiedsrichter: Ben Thaler |
| 21. April 14:00 | (4:0) Bericht   |        |                     | Mount Pleasant, Batley Zuschauer: 2.067 Schiedsrichter: Ben Thaler |

| 21. April 15:00 | Gloucestershire All Golds | 6 : 82 | Salford City Reds | Prince of Wales Stadium, Cheltenham Zuschauer: 553 Schiedsrichter: Tom Crashley |
| 21. April 15:00 | (0:38) Bericht            |        |                   | Prince of Wales Stadium, Cheltenham Zuschauer: 553 Schiedsrichter: Tom Crashley |

| 21. April 15:00 | Halifax        | 52 : 6 | Barrow Raiders | The Shay, Halifax Zuschauer: 1.110 Schiedsrichter: Joe Cobb |
| 21. April 15:00 | (30:0) Bericht |        |                | The Shay, Halifax Zuschauer: 1.110 Schiedsrichter: Joe Cobb |

| 21. April 15:00 | Keighley Cougars | 4 : 74 | Warrington Wolves | Cougar Park, Keighley Zuschauer: 1.413 Schiedsrichter: James Child |
| 21. April 15:00 | (0:26) Bericht   |        |                   | Cougar Park, Keighley Zuschauer: 1.413 Schiedsrichter: James Child |

| 21. April 15:00 | Rochdale Hornets | 10 : 70 | Bradford Bulls | Spotland Stadium, Rochdale Zuschauer: 1.722 Schiedsrichter: Robert Hicks |
| 21. April 15:00 | (6:30) Bericht   |         |                | Spotland Stadium, Rochdale Zuschauer: 1.722 Schiedsrichter: Robert Hicks |

| 21. April 15:00 | Whitehaven    | 12 : 16 | Workington Town | Recreation Ground, Whitehaven Zuschauer: 1.600 Schiedsrichter: Ronnie Laughton |
| 21. April 15:00 | (6:6) Bericht |         |                 | Recreation Ground, Whitehaven Zuschauer: 1.600 Schiedsrichter: Ronnie Laughton |

| 21. April 15:00 | York City Knights | 30 : 28 | Toulouse Olympique | Huntington Stadium, York Zuschauer: 431 Schiedsrichter: Dave Merrick |
| 21. April 15:00 | (12:18) Bericht   |         |                    | Huntington Stadium, York Zuschauer: 431 Schiedsrichter: Dave Merrick |

## Fünfte Runde
Die Auslosung der fünften Runde fand am 22. April um 15:30 Uhr durch Billy Boston, einen ehemaligen Spieler, statt und wurde auf BBC Radio 5 Live übertragen.
Die Spiele fanden zwischen dem 10. und dem 12. Mai statt. Das Spiel zwischen den Huddersfield Giants und den Leeds Rhinos wurde auf BBC One übertragen.
| 10. Mai 20:00 | Hull FC        | 24 : 6 | Wakefield Trinity Wildcats | KC Stadium, Hull Zuschauer: 7.687 Schiedsrichter: Tim Roby |
| 10. Mai 20:00 | (16:0) Bericht |        |                            | KC Stadium, Hull Zuschauer: 7.687 Schiedsrichter: Tim Roby |

| 10. Mai 20:00 | London Broncos | 25 : 16 | Bradford Bulls | Twickenham Stoop, London Zuschauer: 1.237 Schiedsrichter: James Child |
| 10. Mai 20:00 | (18:6) Bericht |         |                | Twickenham Stoop, London Zuschauer: 1.237 Schiedsrichter: James Child |

| 10. Mai 20:00 | Sheffield Eagles | 28 : 12 | Halifax | Don Valley Stadium, Sheffield Zuschauer: 782 Schiedsrichter: Ben Thaler |
| 10. Mai 20:00 | (10:2) Bericht   |         |         | Don Valley Stadium, Sheffield Zuschauer: 782 Schiedsrichter: Ben Thaler |

| 11. Mai 14:30 | Huddersfield Giants | 24 : 8 | Leeds Rhinos | John Smith’s Stadium, Huddersfield Zuschauer: 11.389 Schiedsrichter: Phil Bentham |
| 11. Mai 14:30 | (16:4) Bericht      |        |              | John Smith’s Stadium, Huddersfield Zuschauer: 11.389 Schiedsrichter: Phil Bentham |

| 12. Mai 15:00 | Dragons Catalans | 92 : 8 | York City Knights | Stade Gilbert Brutus, Perpignan Zuschauer: 3.105 Schiedsrichter: Thierry Alibert |
| 12. Mai 15:00 | (46:2) Bericht   |        |                   | Stade Gilbert Brutus, Perpignan Zuschauer: 3.105 Schiedsrichter: Thierry Alibert |

| 12. Mai 15:00 | Hull Kingston Rovers | 14 : 46 | Wigan Warriors | Craven Park, Hull Zuschauer: 4.280 Schiedsrichter: Richard Silverwood |
| 12. Mai 15:00 | (4:12) Bericht       |         |                | Craven Park, Hull Zuschauer: 4.280 Schiedsrichter: Richard Silverwood |

| 12. Mai 15:00 | Warrington Wolves | 52 : 6 | Salford City Reds | Halliwell Jones Stadium, Warrington Zuschauer: 5.451 Schiedsrichter: Robert Hicks |
| 12. Mai 15:00 | (24:0) Bericht    |        |                   | Halliwell Jones Stadium, Warrington Zuschauer: 5.451 Schiedsrichter: Robert Hicks |

| 12. Mai 15:00 | Workington Town | 0 : 36 | Widnes Vikings | Derwent Park, Workington Zuschauer: 1.657 Schiedsrichter: George Stokes |
| 12. Mai 15:00 | (0:18) Bericht  |        |                | Derwent Park, Workington Zuschauer: 1.657 Schiedsrichter: George Stokes |

## Viertelfinale
Die Auslosung der Viertelfinale fand am 18. Mai durch die Moderatoren Louise Minchin und Charlie Stayt im Rahmen der Show BBC Breakfast statt.
Die Spiele fanden zwischen dem 12. und 15. Juli statt. Zwei wurden auf BBC Two übertragen, während die beiden anderen auf Sky Sports übertragen wurden.
| 12. Juli 20:00 | Sheffield Eagles                                                   | 10 : 29        | London Broncos | Don Valley Stadium, Sheffield Zuschauer: 2.459 Schiedsrichter: James Child |
| 12. Juli 20:00 | Versuche: Turner 27. n.erh. Yere 69. erh. Erhöhungen: Walker (1/1) | (4:10) Bericht | Versuche: Witt 22. erh. Soward 31. n.erh. Robertson 48. erh. Rodney 61. erh. Lloyd 66. erh. Erhöhungen: Soward (2/2) Witt (2/3) Dropgoals: Soward 64. | Don Valley Stadium, Sheffield Zuschauer: 2.459 Schiedsrichter: James Child |

| 13. Juli 17:00 | Dragons Catalans                                                                            | 13 : 24       | Hull FC | Stade Gilbert Brutus, Perpignan Zuschauer: 6.086 Schiedsrichter: Richard Silverwood |
| 13. Juli 17:00 | Versuche: Pélissier 30. erh. Escaré 43. erh. Erhöhungen: Dureau (2/2) Dropgoals: Dureau 37. | (7:8) Bericht | Versuche: McDonnell 23. erh., 80. erh. Lineham 46. n.erh. Briscoe 65. erh. Erhöhungen: Westerman (1/1) Tickle (2/3) Straftritte: Tickle (1/1) 40. | Stade Gilbert Brutus, Perpignan Zuschauer: 6.086 Schiedsrichter: Richard Silverwood |

| 14. Juli 16:15 | Warrington Wolves | 44 : 24         | Huddersfield Giants                                                                                  | Halliwell Jones Stadium, Warrington Zuschauer: 7.603 Schiedsrichter: Phil Bentham |
| 14. Juli 16:15 | Versuche: Wood 10. erh. Waterhouse 15. n.erh. Higham 18. erh. Riley 26. n.erh. Monaghan 39. erh., 45. erh. Briers 52. erh. Carvell 58. erh. Erhöhungen: Hodgson (6/8) | (26:12) Bericht | Versuche: Lunt 30. erh. Ferguson 35. erh. McGillvary 75. erh. Grix 79. erh. Erhöhungen: Brough (4/4) | Halliwell Jones Stadium, Warrington Zuschauer: 7.603 Schiedsrichter: Phil Bentham |

| 15. Juli 20:00 | Wigan Warriors | 48 : 4         | Widnes Vikings              | DW Stadium, Wigan Zuschauer: 6.327 Schiedsrichter: Ben Thaler |
| 15. Juli 20:00 | Versuche: Charnley 9. erh., 13. erh., 37. erh. Tomkins 17. erh. Smith 24. erh. Farrell 42. erh. Hampshire 57. erh. Green 67. erh. Erhöhungen: Richards (8/8) | (30:4) Bericht | Versuche: Ah Van 34. n.erh. | DW Stadium, Wigan Zuschauer: 6.327 Schiedsrichter: Ben Thaler |

## Halbfinale
Die Auslosung der Halbfinale fand am 14. Juli nach dem Spiel zwischen Warrington und Huddersfield durch die ehemaligen Spieler Des Drummond und Henderson Gill statt und wurde auf BBC Two übertragen.
| 27. Juli 17:00 | Wigan Warriors | 70 : 0         | London Broncos | Leigh Sports Village, Leigh Zuschauer: 6.274 Schiedsrichter: Phil Bentham |
| 27. Juli 17:00 | Versuche: Goulding 11. erh. Mossop 22. erh. Tomkins 24. erh. Green 28. erh. Richards 33. erh., 59. erh. Charnley 35. n.erh., 73. erh. Taylor 48. erh. Smith 51. erh. Farrell 64. erh. Thornley 66. erh. Erhöhungen: Richards (11/12) | (34:0) Bericht |                | Leigh Sports Village, Leigh Zuschauer: 6.274 Schiedsrichter: Phil Bentham |

| 28. Juli 18:00 | Hull FC                                                                                  | 16 : 12        | Warrington Wolves                                                    | John Smith’s Stadium, Huddersfield Zuschauer: 10.621 Schiedsrichter: Richard Silverwood |
| 28. Juli 18:00 | Versuche: Lineham 17. erh. Whiting 20. n.erh. Heremaia 50. erh. Erhöhungen: Tickle (2/3) | (10:8) Bericht | Versuche: Monaghan 6. n.erh. Waterhouse 12. n.erh. Currie 76. n.erh. | John Smith’s Stadium, Huddersfield Zuschauer: 10.621 Schiedsrichter: Richard Silverwood |

## Finale
Das Finale wurde auf BBC One übertragen. Matty Smith wurde als Man of the Match mit der Lance Todd Trophy ausgezeichnet.
| 24. August 15:00 | Wigan Warriors                                                                                               | 16 : 0        | Hull FC | Wembley Stadium, London Zuschauer: 78.137 Schiedsrichter: Phil Bentham |
| 24. August 15:00 | Versuche: Thornley 21. erh. Tomkins 79. erh. Erhöhungen: Richards (2/2) Straftritte: Richards (2/2) 43., 61. | (6:0) Bericht |         | Wembley Stadium, London Zuschauer: 78.137 Schiedsrichter: Phil Bentham |

| 1                  | Sam Tomkins      |
| 2                  | Josh Charnley    |
| 3                  | Darrell Goulding |
| 17                 | Iain Thornley    |
| 5                  | Pat Richards     |
| 6                  | Blake Green      |
| 7                  | Matty Smith      |
| 10                 | Lee Mossop       |
| 9                  | Mike McIlorum    |
| 15                 | Ben Flower       |
| 11                 | Harrison Hansen  |
| 12                 | Liam Farrell     |
| 13                 | Sean O’Loughlin  |
| Auswechselspieler: |                  |
| 20                 | Gil Dudson       |
| 16                 | Chris Tuson      |
| 21                 | Scott Taylor     |
| 23                 | Logan Tomkins    |

| 28                 | Jamie Shaul       |
| 2                  | Jason Crookes     |
| 23                 | Ben Crooks        |
| 4                  | Kirk Yeaman       |
| 5                  | Tom Briscoe       |
| 6                  | Daniel Holdsworth |
| 34                 | Jacob Miller      |
| 8                  | Mark O’Meley      |
| 9                  | Danny Houghton    |
| 17                 | Liam Watts        |
| 12                 | Danny Tickle      |
| 11                 | Gareth Ellis      |
| 13                 | Joe Westerman     |
| Auswechselspieler: |                   |
| 33                 | Aaron Heremaia    |
| 14                 | Richard Whiting   |
| 10                 | Andy Lynch        |
| 19                 | Jay Pitts         |